# Robert von Essen
Robert "Bobi" Wilhelm von Essen, född 2 september 1901 i Tsaritsyn i Ryssland, död 24 september 1957 i Stockholm, var en finländsk pianist, kompositör och arrangör. Förekom också under pseudonymerna A. Virpi och Roope Esko.
von Essen var son till Mauritz von Essen, som var anställd hos Bröderna Nobel, och Emilia, född Doll. Han föddes i nuvarande Volgograd, men flyttade senare till Sankt Petersburg, där han gick skola. Efter en ettårig militärtjänstgöring inledde von Essen sin musikaliska karriär. Han verkade som pianist i orkestrarna Zamba och Rytmi-Pojat.
Fastän von Essen avled i Stockholm 1957, dödförklarades han inte i Finland förrän den 1 januari 1991 och beslutet fattades först den 2 augusti 1994. Robert von Essen var gift med Astrid Maria von Essen, född Markelin. Makarna är begravda på Norra begravningsplatsen utanför Stockholm.